# پل‌های مدیسون کانتی
پل‌های مدیسون کانتی (انگلیسی: The Bridges of Madison County)، نوشتهٔ رابرت جیمز والر، رمان پرفروشی است که زندگی یک زن خانه‌دار ایتالیایی تنهایی را روایت می‌کند که در مدیسون کانتی ساکن است. او با عکاسِ مجلهٔ نشنال جئوگرافیک که برای عکس گرفتن از پل‌های روبسته به مدیسون کانتی آمده، رابطهٔ مخفیانه‌ای برقرار می‌کند.
این رمان با فروختن بیش از ۵۰ میلیون نسخه در سراسر جهان یکی از پرفروش‌ترین رمان‌های قرن بیستم شناخته می‌شود.
پل‌های مدیسون کانتی تا کنون در ایران با چند برگردان منتشر شده است. تازه‌ترین‌شان برگردانِ منصوره وحدتی احمدزاده در سال ۱۳۹۲ است که توسط انتشارات افراز منتشر شده است.